# Andrew Marvell
Andrew Marvell (Winestead, 1621. március 31. – London, 1678. augusztus 16.) angol metafizikus költő, akit együtt szoktak említeni John Donne és George Herbert költőkkel.

## Élete
Marvell a yorkshire-i Winesteadben született, közel Hull (Kingston upon Hull) városához. A család akkor költözött oda, mikor édesapját kinevezték óraadónak a város szentháromság templomába (Holy Trinity Church). Marvell ebbe a városba járt gimnáziumba, ahol ma középiskola viseli nevét.
Már 12 éves korában beiratkozott a cambridge-i Trinity Főiskolába, és 18 évesen már megszerezte az alapdiplomát. A 17. században sokkal megszokottabb volt az, ha valaki fiatalabb korban egyetemre járt. Ezután Marvell Európában utazgatott egészen 1646-ig, miközben Angliában dúlt a polgárháború 1642 és 1647 között. Pontosan nem tudni, hogy merre utazgatott, csak azt, hogy 1645-ben Rómában járt. Utazása során, saját bevallása szerint, négy nyelven megtanult.
Első költeményeit még latinul és görögül írta cambridge-i diákként, melyek éltették I. Károly és Henriette Mária királyné gyermekének születését. Hamarosan azonban átállt a parlamenti erők oldalára. Utazásából visszatérve Thomas Fairfax magántanítója lett, aki Oliver Cromwell egyik seregének, a kerekfejűek irányítója volt. Ekkor York közelében lakott. Boldog időszak volt ez és rengeteg gyönyörű költeményt írt. Az egyik híres verse ebből az időszakból Cromwell Írországból történő visszatértét ünnepli ám a legismertebb Rideg úrnőjéhez (To His Coy Mistress) című költeménye a "carpe diem" életérzéséből fakad.
1653-ban kitört az első angol-holland háború. Marvell ekkor adta ki "The Character of Holland"  című írását, mely a hollandok "részeges és profán" sztereotípiájáról szól.
Cromwell testőrének, William Duttonnak lett tanítója 1653-ban és elkísérte őt Franciaországba. Eközben Cromwell már Anglia lord protektorává vált.
1657-ben Marvell csatlakozott Miltonhoz, aki akkorra már elvesztette látását. 1659-ben megválasztották Hull képviselőjének a parlamentbe, amely posztot haláláig viselte.
Oliver Cromwell 1658-ban meghalt majd rövid átmenet után 1661-ben a monarchiát visszaállították, II. Károly lett Anglia királya. Marvell számos hosszú és keserű verset írt a monarchia korrupcióiról. Ezek talán keringtek a baráti körében, ám politikailag túlságosan sértőek voltak ahhoz, hogy halála előtt kiadják őket. Akkoriban a szatíra nagyon veszedelmes volt. Politikailag rendkívül fejlett érzékekkel lehetett Marvell megáldva, hiszen nem csak, hogy megmenekült mindenféle büntetés elől, de még sikerült meggyőznie II. Károly kormányát, hogy ne ítéljék el Miltont a köztársaságiakkal való együttműködéséért és királyellenes írásaiért. (Marvell szintén közreműködött az Elveszett paradicsom második kiadásában lévő verses előszóhoz.)
Annak ellenére, hogy Marvell Cromwell oldalán állt, nem volt puritán.